# 八里关镇
八里关镇，是中华人民共和国陕西省汉中市洋县下辖的一个乡镇级行政单位。位于洋县北47千米处，面积151平方千米，居民3869人。

## 行政区划
八里关镇下辖以下地区：
八里关村、亢柳村、王河村、田坝村、龙溪村、大店村、黑峡村和银杏坝村。